# Wiremu Te Rangikāheke
Wiremu Maihi Te Rangikāheke (?-1896) est un notable de la tribu Māori des Te Arawa, également pūkorero (orateur, historien) et employé du gouvernement.

## Autre nom
- William Marsh

## Lignage
- Ngāti Rangiwewehe
- Ngāti Rangitihi